# Fuerte Róterdam

Fuerte Róterdam es un fuerte del siglo XVII situado en Macasar, en la isla de Sulawesi en Indonesia. Es un fuerte holandés construido sobre un fuerte existente del Reino de Gowa. El primer fuerte del lugar fue construido por un sultán local hacia 1634 para contrarrestar las invasiones holandesas. El lugar fue cedido a los holandeses en virtud del Tratado de Bongaya, y estos lo reconstruyeron por completo entre 1673 y 1679. Tenía seis bastiones y estaba rodeado por una muralla de siete metros de altura y un foso de dos metros de profundidad.
Fue la sede militar y gubernamental regional holandesa hasta la década de 1930. En la década de 1970 se restauró
y ahora es un centro cultural y educativo, un lugar para eventos de música y danza, y un destino turístico.

## Historia
Se construyó en el emplazamiento de un antiguo fuerte macasarés anterior, llamado Ujung Pandang. Parece más probable que el fuerte se construyera en 1634, como parte de un programa de fortificación que los gobernantes de Macasar emprendieron en respuesta a una guerra con la Compañía Neerlandesa de las Indias Orientales (VOC) que estalló ese año. El fuerte original, Jum Pandan (supuestamente llamado así por los pandanos que crecían en los alrededores), dio nombre a la ciudad Ujung Pandang, otro nombre de la ciudad de Macasar.

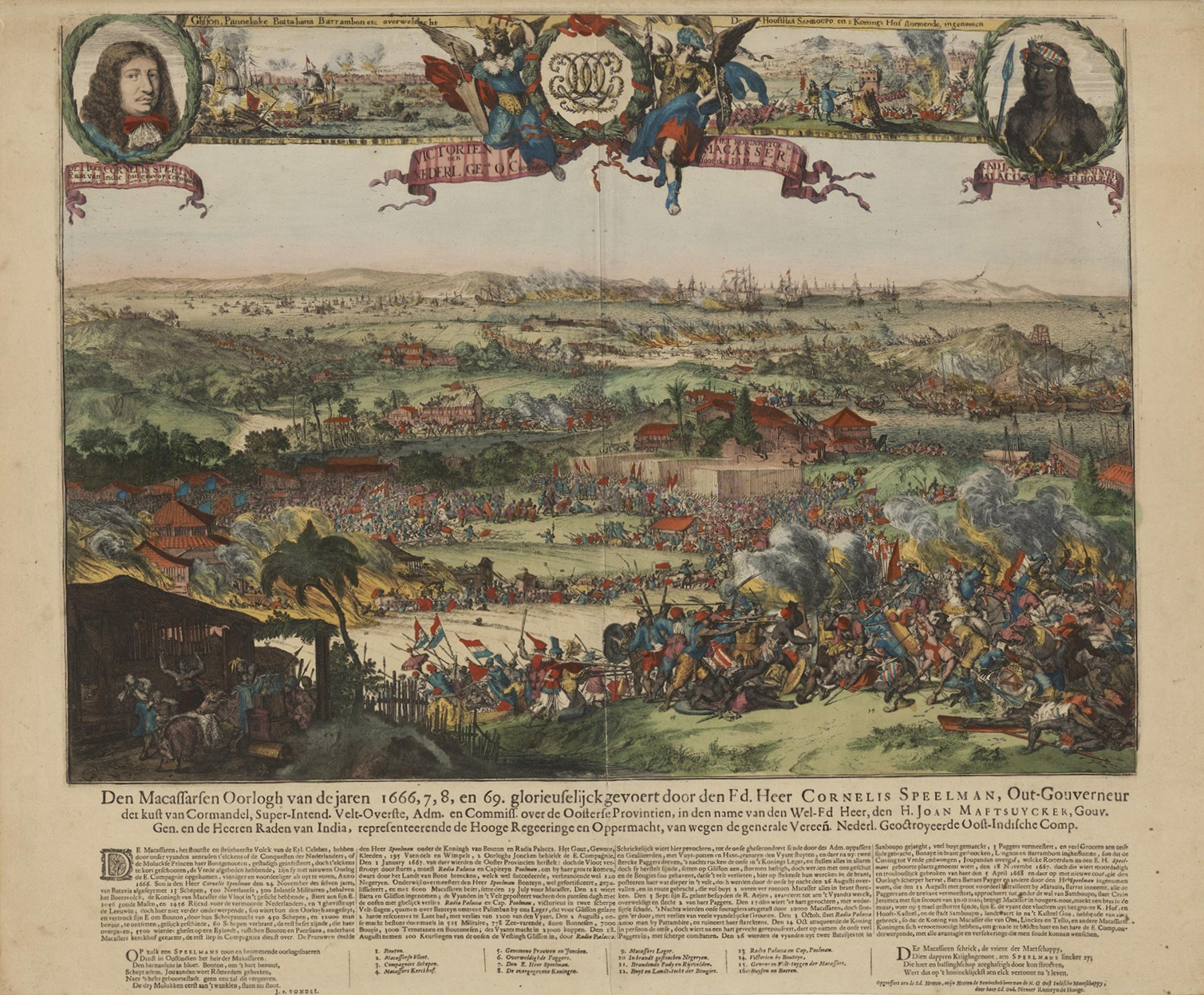
Toma de Makassar del dominio de Gowa por la VOC y las fuerzas de Bone, 1669.

En 1667, el fuerte Ujung Pandang fue cedido a los holandeses como parte del Tratado de Bongaya], tras la derrota del Sultanato de Gowa en la Guerra de Macassar. En años posteriores fue totalmente reconstruido por iniciativa del almirante holandés Cornelis Speelman, para convertirse en el centro del poder colonial holandés en Sulawesi. Fue rebautizado con el nombre de Fuerte Róterdam, en honor al lugar de nacimiento de de Speelman. En los años 1673-1679 obtuvo sus cinco baluartes y la forma de «tortuga» que conserva hasta hoy. Esta forma le dio el apodo de "Benteng Penyu" («fuerte tortuga marina»").

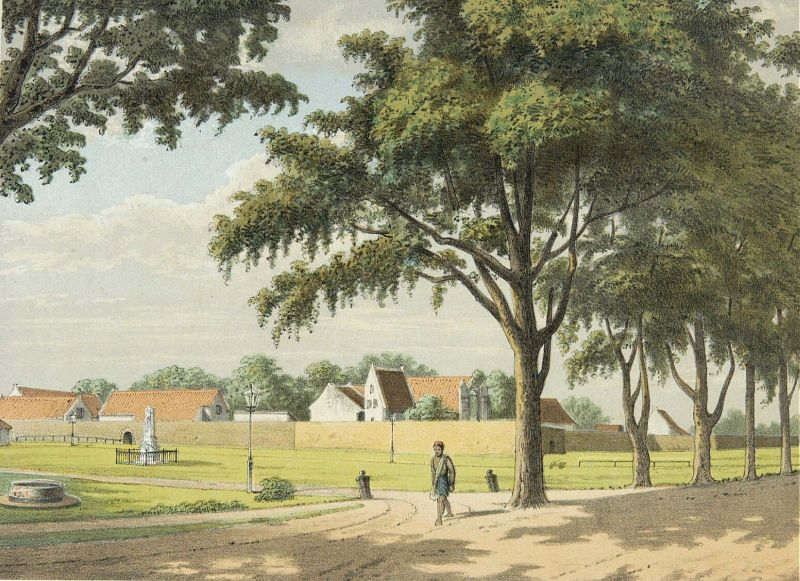
Fuerte Róterdam a finales del.

La piedra para la construcción del fuerte se extrajo de las montañas kársticas de Maros, la piedra caliza de  las islas Selayar y la madera de Tanete y Bantaeng. Tras la Guerra de Java de 1825-1830, el príncipe javanés, y ahora héroe nacional de Indonesia, Diponegoro fue encarcelado en el fuerte tras su exilio a Macasar en 1830 hasta su muerte en 1855. También se utilizó como campo de prisioneros de guerra japoneses en la Segunda Guerra Mundial.
Siguió siendo el cuartel general militar y gubernamental regional holandés hasta la década de 1930. Después de 1937, el fuerte dejó de utilizarse como defensa. Durante la breve ocupación japonesa se utilizó para llevar a cabo investigaciones científicas en el campo de la lingüística y la agricultura, tras lo cual cayó en el abandono. En la década de 1970, el fuerte fue restaurado en profundidad.

## Descripción

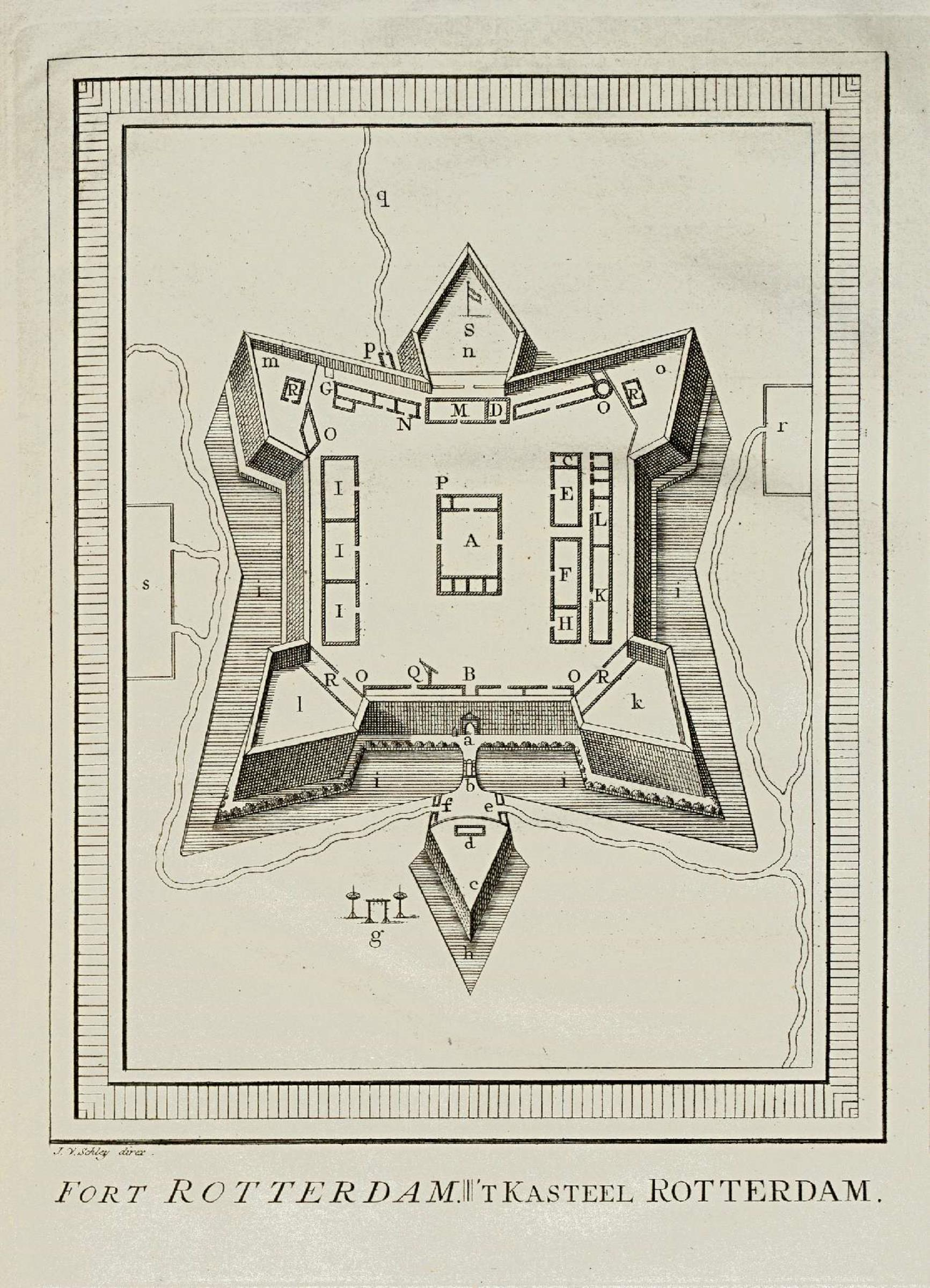
Trazado del Fuerte de Rotterdam en el.

El Fuerte Róterdam se encuentra en el centro de Macasar. Tiene forma rectangular y está rodeado por una muralla de siete metros. Originalmente contaba con seis baluartes, cinco de los cuales aún son visibles: Bastión Bonie (por el reino de Bone) al oeste; Bastión Boeton (por la isla de Buton) al noroeste; Bastión Batjang (por la isla Bacan) al suroeste; Bastión Mandassar al noreste; y Bastión Amboina (por Ambon) al sureste. El sexto baluarte, Bastión Ravelin, ya no es visible. Algunos de los baluartes aún contienen cañones. Es posible caminar por la mayoría de los baluartes. Un foso de dos metros de profundidad rodeaba el perímetro del fuerte, pero solo se puede ver la parte suroeste del foso.

## Estado actual
En el interior del fuerte hay trece edificios, once de los cuales son edificios originales del fuerte del siglo XVII; la mayoría se conservan en buen estado. En el centro del fuerte hay una iglesia. Todavía existen varios edificios a lo largo de los muros de la cortina norte y la sur. Los edificios a lo largo de la cortina del muro norte eran algunos de los más antiguos, datados en 1686, como la residencia del gobernador, la residencia del comerciante mayor, del capitán, del predikant y del secretario, con varios edificios de almacenamiento de armas. La residencia del gobernador, en la esquina noroeste, recibe el sobrenombre de "Casa de Speelman", aunque en realidad Speelman nunca vivió en ella. La casa fue utilizada por el gobernador de Célebes hasta mediados del siglo XIX, cuando se trasladó a una villa más cómoda en Jalan Ahmad Yani. La casa de Speelman alberga ahora parte del museo La Galigo. El museo posee algunos megalitos prehistóricos de Watampone, así como armas antiguas, monedas, conchas, utensilios, bocetos y sellos.
Los edificios de la cortina sur, utilizados originalmente como almacenes, albergan un museo en el que se exponen las técnicas locales de tejido de seda, agricultura y construcción naval, así como modelos a escala de embarcaciones autóctonas. Los barracones del muro oriental albergan ahora una pequeña biblioteca, con libros holandeses antiguos que pertenecieron en su mayoría al reverendo Mates, un misionero del siglo XIX. También hay cuadernos de bitácora de los capitanes de la VOC y antiguos manuscritos de lontar. El departamento de arqueología se encuentra en el antiguo edificio del jefe de administración de la VOC; la planta baja del edificio, situado en la esquina sureste del fuerte, era antiguamente una prisión. Los otros dos edificios del Fuerte de Róterdam fueron construidos por los japoneses durante el periodo de ocupación japonesa. El bastión suroeste (Bastion Bacan) contiene una prisión donde el príncipe Diponegoro fue encarcelado al final de su vida.
En la actualidad, el fuerte se utiliza para celebrar diversos actos. Hay un conservatorio de música y danza, un archivo de la ciudad y un instituto histórico y arqueológico.